# Arcidiecéze Pesaro
Arcidiecéze Pesaro (latinsky Archidioecesis Pisaurensis) je římskokatolická metropolitní arcidiecéze v italských Markách, která tvoří součást Církevní oblasti Marche. V jejím čele stojí arcibiskup Piero Coccia, jmenovaný papežem Janem Pavlem II. v roce 2004.

## Stručná historie
Diecéze v Pesaru vznikla podle tradice již ve 3. století, i když legendy mluví o prvním biskupovi, svatém Terentiovi, již v 1. století. První biskup je doložen až v roce 499. Od roku 1563 spadala pasarská diecéze pod metropoli v Urbinu, až roku 2000 byla povýšena na metropolitní arcidiecézi.